# Ōharu
Ōharu (大治町, Ōharu-chō) est un bourg du district d'Ama, dans la préfecture d'Aichi, au Japon.

## Géographie

### Démographie
Au 1er janvier 2014, la population d'Ōharu s'élevait à 30 864 habitants répartis sur une superficie de 6,59 km2.